# Народни песни от Тимок до Вита
„Народни песни от Тимок до Вита“ е сборник с български народни песни, издаден от Министерството на Народното просвещение на Царство България през 1928 г. Песните, поместени в сборника, са събрани през 1915-1928 г. от специалисти при Народния етнографски музей. Това са Павел Ев. Стефанов и Иван Камбуров. Ръководител на дейността по събиране и систематизиране на събрания песенен материал е Васил Стоин. В сборника са включени песни от Видинско, Врачанско и Плевенско и са разпределени в следните раздели: „Песни в дни на църковни празници“, „Обичайни песни“, „Песни на работа“, „Песни на тлаки и седенки“, „Песни на трапеза“, „Хороводни“.
Сборникът на Васил Стоин, както става известен по-късно, е изключително ценен в няколко посоки. Той е интересна основа за научни и фолклорни изследвания, показва богатството и разнообразието на фолклора от Северозападна България в оригинален вид, източник е на старинни песенни образци и показва спецификата на пеенето и характерните особености на песенния стил на Българския Северозапад. Днес песни от този сборник в обработен вариант се срещат в творчеството на Николай Кауфман, Стефан Кънев, Красимир Кюркчийски, Петър Льондев, Генчо Генчев. Те са част от репертоара на хоровете при Държавен фолклорен ансамбъл „Филип Кутев“, „Мистерията на българските гласове“, Северняшки ансамбъл „Иван Вълев“, хор при ансамбъл „Дунав“ – град Видин. Песни от този сборник звучат в репертоара на много певци от Северна и Северозападна България-Василка Дамянова, Гергана Димитрова, Димитър Димитров, Даниел Спасов и Милен Иванов.